# Sarayönü (district)
Sarayönü is een Turks district in de provincie Konya en telt 28.813 inwoners (2007). Het district heeft een oppervlakte van 1088,1 km². Hoofdplaats is Sarayönü.
De bevolkingsontwikkeling van het district is weergegeven in onderstaande tabel.
| 1997   | 2000   | 2007   |
| ------ | ------ | ------ |
| 35.641 | 36.525 | 28.813 |